# نوفوكين (فلم)
نوفوكين (بالإنجليزية: Novocaine) هو فيلم كوميدي أكشن أمريكي، من إخراج دان بيرك وروبرت أولسن، وكتابة لارس جاكوبسون. بطل الفيلم هو ناثان كين (جايك كوايد)، موظف بنك في سان دييغو يعاني من حالة نادرة تُسمى اللا حساسية الخلقية للألم مع انعدام التعرق (CIPA)، مما يجعله غير قادر على الشعور بالألم الجسدي. ناثان شخص انطوائي وخجول، ويعجب بزميلته شيري مارغريف (آمبر ميدثاندر)، التي تظهر اهتمامًا عاطفيًا به، لكنه يتردد بسبب حالته وقلة خبرته مع النساء.

## القصة
تبدأ الأحداث عندما يذهب ناثان وشيري زميلته في العمل إلى حانة ، حيث يواجه ناثان شخصًا كان يتنمر عليه في المدرسة ويُلقبه بـ"نوفوكايين". تنتقم شيري لناثان بجعل المتسلط يشرب صلصة حارة، ثم يقضيان الليلة معًا.
وفي صباح اليوم التالي، عشية عيد الميلاد، تتعرض البنك لهجوم من مجموعة لصوص يرتدون أزياء بابا نويل بقيادة سيمون غرينلي (راي نيكلسون)، الذين يأخذون شيري كرهينة بعد قتل مدير البنك. يقرر ناثان مطاردتهم بسرقة سيارة شرطة، لكنه يتبع السيارة الخطأ ويواجه أحد اللصوص، بين كلارك، في مطبخ مطعم، حيث يقتله بعد إصابة يده بحروق شديدة. يتتبع ناثان أثر بين من خلال وشم على جسده، ومع مساعدة صديقه الافتراضي روسكو ديكسون (جاكوب باتالون)، يصل إلى منزل مليء بالفخاخ. ويتعرض ناثان للتعذيب من قبل شقيق بين، أندريه، لكن روسكو ينقذه ويقتل أندريه. تُعتقل روسكو من قبل الشرطة بعد تبديل ملابسه مع ناثان.
في النهاية، يكتشف ناثان أن شيري هي في الواقع شقيقة سيمون ومتواطئة في السرقة، لكنها أظهرت مشاعر حقيقية تجاه ناثان. بعد مواجهة عنيفة، يقتل ناثان سيمون. ويُحكم على ناثان بالإقامة الجبرية لستة أشهر بدلاً من عقوبة طويلة بسبب بطولته، بينما تُسجن شيري لمدة قصيرة. بعد عام، يزورها ناثان في السجن، ويتشاركان فطيرة الكرز، وهي أول طعام صلب يتناوله ناثان على الإطلاق.

## الاستقبال
الفيلم صدر في الولايات المتحدة في 14 مارس 2025 بواسطة باراماونت بيكتشرز، وحقق إيرادات عالمية بلغت 22.6 مليون دولار مقابل ميزانية 18 مليون دولار. تلقى مراجعات إيجابية، حيث حصل على تقييم 82% على روتن توميتوز بناءً على 177 مراجعة، مع إشادة خاصة بأداء جاك كويد وآمبر ميدثاندر، رغم انتقادات لضعف الكيمياء الرومانسية بينهما. الفيلم يجمع بين الأكشن والكوميديا السوداء، مع التركيز على فكرة استغلال حالة ناثان النادرة في مواجهة التحديات العنيفة.

## روابط خارجية
- مقالات تستعمل روابط فنية بلا صلة مع ويكي بيانات